# Koldo Gorostiaga Atxalandabaso
Koldo Gorostiaga Atxalandabaso (ur. 30 maja 1940 w Bilbao) – hiszpański i baskijski ekonomista, prawnik oraz polityk, w latach 1999–2004 deputowany do Parlamentu Europejskiego.

## Życiorys
Studiował na Universidad de Valladolid i na Universidad de Deusto. W 1963 uzyskał licencjat, a w 1966 doktorat na Uniwersytecie Barcelońskim z dziedziny prawa pracy. Pracował jako wykładowca akademicki. Był założycielem i wykładowcą instytutu prawa spółdzielczego i ekonomii społecznej na Uniwersytecie Kraju Basków, gdzie został wykładowcą prawa pracy. W 1995 rozpoczął pracę w Europejskim Biurze Języków Rzadziej Używanych. Był członkiem rady społeczno-ekonomicznej Kraju Basków.
W 1999 został wybrany do Parlamentu Europejskiego z listy Euskal Herritarrok. Zasiadł w Komisjach ds. Socjalnych i Zatrudnienia (całą kadencję) oraz Komisji ds. Kobiet i Wyrównywania Szans (od 2002 pod nazwą Praw Kobiet i Równouprawnienia). Był członkiem delegacji ds. stosunków z państwami Ameryki Środkowej i Meksykiem (całą kadencję) oraz Tymczasowej Komisji ds. Zwiększenia Bezpieczeństwa na Morzu (2003–2004). Przez całą kadencję jako osoba związana z Batasuną pozostawał niezrzeszony.